# 吉田潤 (AV男優)
吉田 潤（よしだ じゅん　本名・吉田聡）は、1980年代後半から1990年代に活躍した日本のAV男優。引退後は、AVメーカー・アットワンコミュニケーションの制作部長を務めていた。

## 人物・エピソード
- 作品内では、光沢のあるビキニブリーフをよく愛用していた。
- 日焼けした褐色の肌と、彫りの深い鷲鼻の風貌で、ヤクザ役やジゴロ役などアクの強い演技が多い。
- その風貌とは裏腹に、AVの主役はあくまでAV女優という確固たる信念があるため、絡みでは側位を多用し、自身が見切れて視聴者に不快感を与えることは少ない。また、その際にAV女優の耳元で何か囁くようにリードするのが持ち味である。
- 得意技は潮吹きであり、AV界に潮吹きを初めて持ち込んだ人物との説もあり、現在の潮吹きジャンルの影の功労者である[1]。加藤鷹の台頭以前に、ゴールドフィンガーといえば吉田のことを指す。
- 潮吹きもAV男優本位でなく、AV女優を立てることを重視しており、終始に渡ってAV女優の表情から目を離さず絶頂へと導く。同じ潮吹かせAV男優の加藤鷹が絡みの最中に大声を出しているのとは対照的に、吉田はいたって静かに淡々としている。